# 邵新宇
邵新宇（1968年11月—），男，江苏靖江人，中国机械工程专家，中国工程院院士。现任中央军民融合发展委员会办公室常务副主任。曾任华中科技大学党委书记、教授、博士生导师，科学技术部副部长，中共湖北省委常委、湖北省人民政府党组副书记、常务副省长等职务。

## 生平
1986年8月，在江苏靖江县中学加入中国共产党，并被免试保送华中工学院机制专业，大学期间曾担任全国学联副主席、湖北省学联副主席、校学生会主席。华中理工大学机械制造自动化专业博士研究生毕业。1995年，到密歇根大学迪尔伯恩分校深造。1996年6月至1998年8月期间，担任福特汽车公司知识工程部研究助理。1998年10月参加工作，于华中科技大学任教。2013年7月任华中科技大学常务副校长（正厅级）。2017年12月任华中科技大学党委书记（副部长级）。2019年当选中国工程院院士。
2021年9月，任科学技术部副部长。2022年9月，重返湖北，任湖北省人民政府党组成员、副省长，不再担任科学技术部副部长职务。2023年9月28日，任中共湖北省委常委，湖北省人民政府常务副省长。
2025年4月9日，邵新宇出任中央军民融合发展委员会办公室常务副主任，晋升正部级。